# Cipura

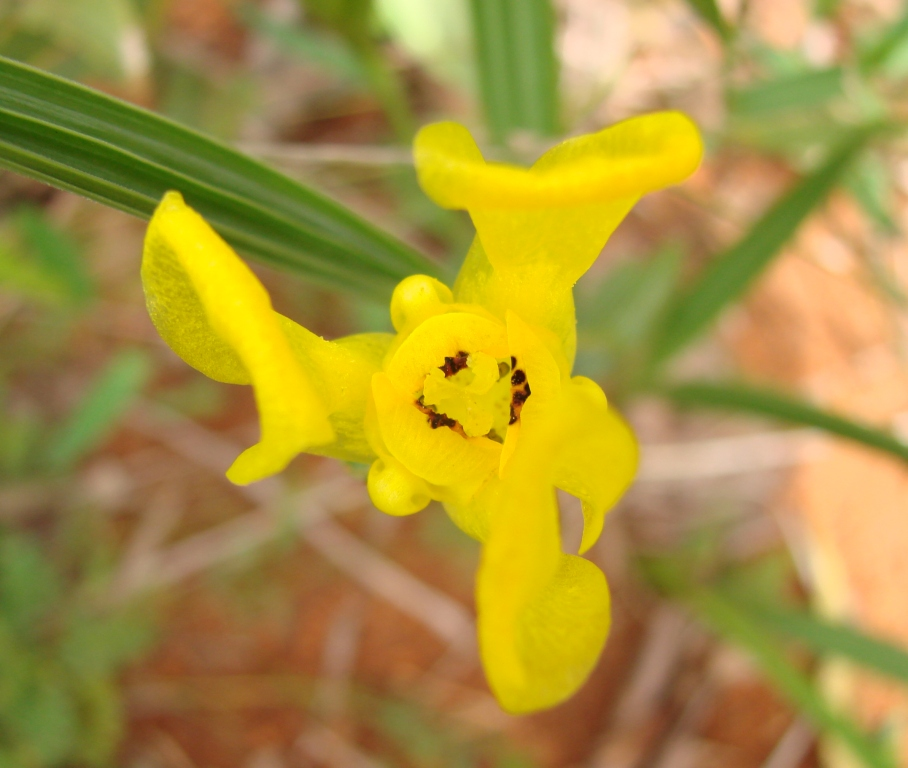
Kwiat Cipura xanthomelas

Cipura – rodzaj wieloletnich roślin należący do rodziny kosaćcowatych. Obejmuje 8 gatunków występujących na rozległym obszarze Ameryki Środkowej (na południe od Meksyku i Wielkich Antyli) oraz w Ameryce Południowej po południową Brazylię i Paragwaj. Szeroko rozprzestrzeniony niemal na całym obszarze występowania rodzaju jest tylko C. paludosa, pozostałe gatunki mają bardzo niewielkie zasięgi.

## Systematyka
Pozycja systematyczna według Angiosperm Phylogeny Website (aktualizowany system APG III z 2009)
Jeden z rodzajów plemienia Tigridieae i podrodziny Iridoideae w obrębie kosaćcowatych (Iridaceae) należących do rzędu szparagowców (Asparagales) w obrębie jednoliściennych. Jest blisko spokrewniony z rodzajem Cypella. 
Wykaz gatunków
- Cipura campanulata Ravenna
- Cipura formosa Ravenna
- Cipura gigas Celis, Goldblatt & Betancur
- Cipura insularis Ravenna
- Cipura paludosa Aubl.
- Cipura paradisiaca Ravenna
- Cipura rupicola Goldblatt & Henrich
- Cipura xanthomelas Maxim. ex Klatt